# Nova Luzitânia
Nova Luzitânia is een gemeente in de Braziliaanse deelstaat São Paulo. De gemeente telt 3.795 inwoners (schatting 2009).